# Girolamo Fantini

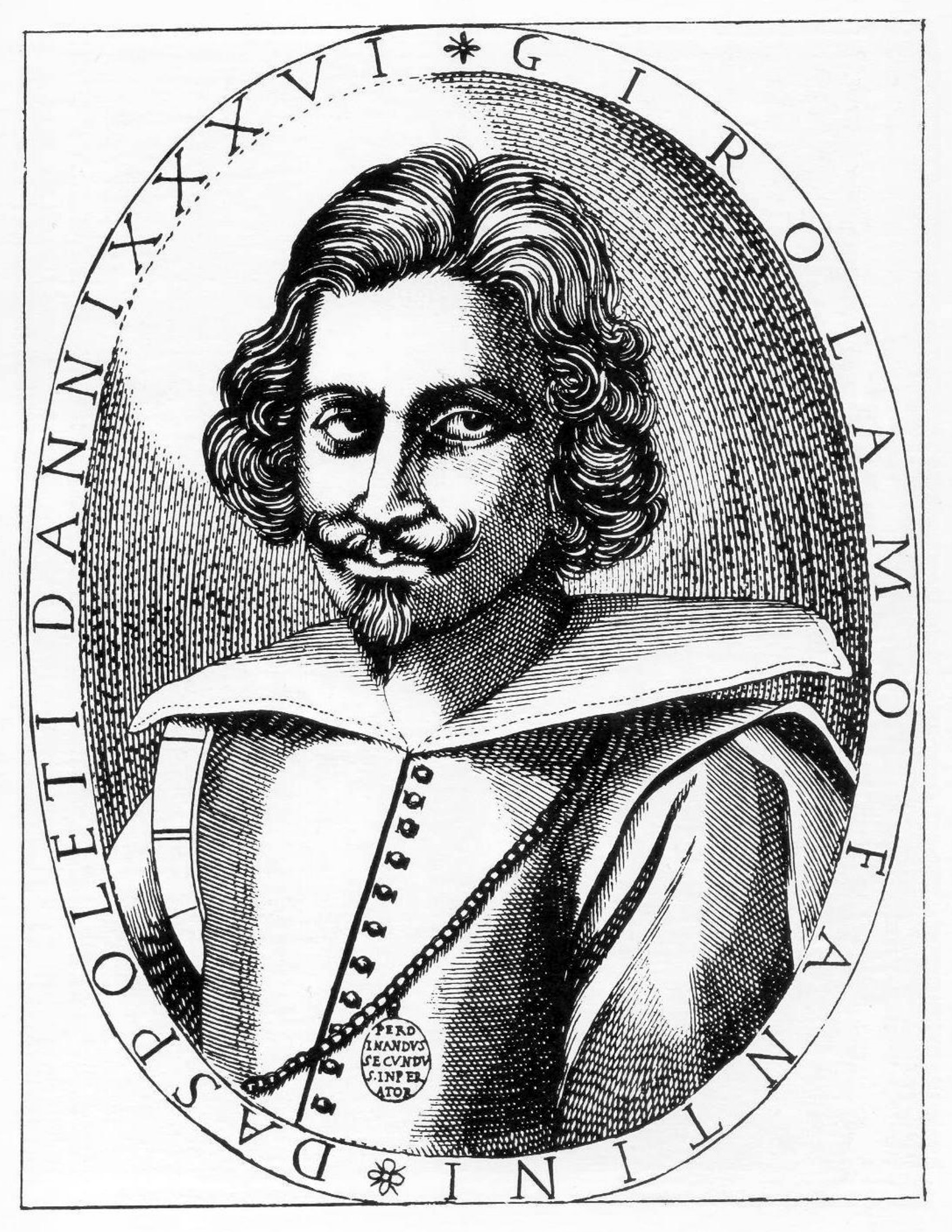
Girolamo Fantini

Girolamo Fantini (getauft am 11. Februar 1600 in Spoleto; † 6. Mai 1675 in Florenz) war ein italienischer Trompeter und Komponist.

## Leben
Über Fantinis Leben ist nur wenig überliefert. Sicher ist, dass er im April 1630 Trompeter (trombetta maggiore) am Hofe des Großherzogs der Toskana, Ferdinando II. de’ Medici wurde.
Im Sommer 1634 trat Fantini in den Räumlichkeiten von Kardinal Borghese gemeinsam mit dem Organisten der Peterskirche in Rom, Girolamo Frescobaldi, auf. Dabei soll es sich um das erste Konzert mit Trompete und Orgel in der Musikgeschichte gehandelt haben. Der französische Arzt und Musikbiograf Pierre Bourdelot schrieb an Marin Mersenne über Fantini: „Begleitet von Frescobaldi, hat Fantini in allen chromatischen Tönen gespielt.“
Fantini ist vor allem durch seine Trompetenschule Modo per imparare a sonare di tromba bekannt, die er 1638 in Frankfurt veröffentlichte.

## Werke (Auswahl)
- Aria „detta la Truxes“
- Balletto „detto del Gauotti“
- Balletto „detto il Lunati“
- Balletto „detto la Squilletti“
- Brando „detto del Bianchi“
- Brando „detto l’Albizi“
- Capriccio „detto del Carducci“
- Corrente „detta del Riccardi“
- Galliarda „detta del Strozzi“
- Prima entrata imperiale
- Ricercata n. 2 „detta del Acciaioli“
- Ricercata n. 9 „detta del Castiglioni“
- Rotta
- Saltarello „detto del Naldi“
- Sarabanda „detta del Zozzi“
- Seconda entrata imperiale
- Sonata per 2 trombe „Detta del Gucciardini“
- Sonata per tromba e basso continuo „detta del Capponi“
- Sonata per tromba e basso continuo „detta del Monte“
- Sonata per tromba e basso continuo „detta del Panicalora“
- Sonata imperiale I
- Sonata imperiale II
- 8 sonate per tromba e basso continuo:
  - Sonata per tromba e basso continuo n. 1 „detta del Colloreto“
  - Sonata per tromba e basso continuo n. 2 „detta del Gonzaga“
  - Sonata per tromba e basso continuo n. 3 „detta del Niccolini“
  - Sonata per tromba e basso continuo n. 4 „detta del Saracinelli“
  - Sonata per tromba e basso continuo n. 5 „detta dell’Adimari“
  - Sonata per tromba e basso continuo n. 6 „detta del Morone“
  - Sonata per tromba e basso continuo n. 7 „detta del Vitelli“
  - Sonata per tromba e basso continuo n. 8 „detta del Nero“